# Дозорные бронекатера — бронекатера типа «Д»
Дозорные бронекатера — тип российских и советских дозорных, сторожевых, бронекатеров, построенных в 1916 году компанией «Муллинс и Ко» (США). Перешли к Советской России после развала Российской империи. Принимали участие в Первой мировой, Гражданской и в начальном периоде Великой Отечественной войн. С сентября 1920 года переклассифицированы в сторожевые катера, а с апреля 1925 года стали называться бронекатера типа Д. В июле 1931 года зачислены в Днепровскую флотилию. В 1930-е годы перевооружёны. В июне 1940 года четыре оставшихся вошли в Пинскую флотилию. Были уничтожены в июле — сентябре 1941 года.

## История создания
В начале Первой мировой войны у военного министерства Российской империи возникла острая необходимость использования рек для транспортных перевозок для армии, так как на фронте реки идеальные пути сообщения, особо в периоды распутицы. Кроме того, реки давали возможность обстреливать фланги противника, высаживать десанты и так далее.
Поэтому через полгода после начала Первой мировой войны Главному Военно-Техническому Управлению (ГВТУ) Русской императорской армии пришлось заняться созданием бронированных судов, способных действовать на реках. 17 января 1915 года ГВТУ обратилось в Ставку Верховного Главнокомандующего с предложением начать строительство речных бронированных судов. Ставка 5 апреля 1915 года приказала ГВТУ приступить к формированию речных броневых сил. Предполагалось создать три речных броневых отряда по три канонерские лодки, шесть катеров-разведчиков, шесть дозорных и посыльных катеров и четыре 4 шлюпки-тральщика с подвесными двигателями.
Штабс-капитан Симонов 20 апреля 1915 года организовал эскизное проектирование судов, которое выполнили через 1,5 месяца. Конструкция и основные размеры судов позволяли перевозить их на железнодорожных платформах.
Наиболее сложным при проектировании оказалось бронирование, требовалось сохранить осадку судов в пределах 0,61 м. Поэтому катера бронировали в зависимости от важности защищаемого объекта и вероятного угла встречи пули с броней. Применялась хромоникелевая сталь толщиной 6; 5 и 4—3,5 мм, которая не пробивалась пулей русской пехотной винтовки Мосина с 150, 200 и 500 шагов.
Дозорный катер с плоскодонным корпусом с тоннелем винта. В носовом отсеке шкиперское имущество, а в бронированной рубке штурвал и бензиновый реверсивный двигатель Стирлинга с электрическим зажиганием, стартером и системой освещения мощностью 85 л.с., имевший дистанционное управление с поста рулевого. В передней части рубки смотровые окна с навесными бронированными ставнями, а по бортам и в корме бойницы с стойками для стрельбы, закрываемые крышками. На рубке башня с пулемётом.
Для защиты от осколков брони пулеметная башня и рубка изнутри оклеивались плотным обивочным войлоком. В кокпите и по бортам рубки рундуки с откидными крышками-сиденьями. Бронированный кормовой отсек вмещал две оцинкованные топливные цистерны.
Проектное вооружение катера из 1 7,62-мм пулемета во вращающейся башне. Наибольший угол возвышения пулемета + 35°. Боекомплект 2000 патронов в 8 пулеметных лентах.
Учитывая перегруженность российских заводов военными заказами, в 1915 году заказ на строительство 18 дозорных катеров получила американская фирма «Муллинс и Ко».

## Данные бронированного дозорного катера типа «Д» в 1915—1933 годах
Водоизмещение, т: проектное 6,5; полное на 1933 год — 10;
Длина наибольшая, м — 9,21;
Ширина наибольшая, м — 2,47;
Осадка, м: проектная — 0,61; фактическая на 1933 г — 0,85;
Высота максимальная от уровня воды (по крыше пулеметной башни), м — 1,52;
Число тонн на 1 см осадки — 0,18;
В перегруз катер мог принять две мины типа «Д» с кошками на палубе;
Броневой пояс по ватерлинии, броня борта у моторного отделения и ахтерпика толщиной 5 мм; пулеметная башня, бока рубки-моторного отделения с 6-мм броней, крыша с 4-мм; палуба не бронирована.
Первоначально катера имели бензиновые двигатели Стирлинга мощностью 80 л. с.. В 1920-х годах их заменили на бензиновые моторы системы «Скрипс» мощностью 100 л. с при 1200 об/мин. Запас топлива 700 кг бензина. Расход топлива в час 20 кг. Скорость по течению (на Днепре) 14—16 км/час, против течения 9—11 км/час. Экономический ход тот же, что и наибольший. Дальность плавания по течению 560 км, против течения — 350 км. Радиостанции и шлюпки не было. Экипаж 7 человек: младшего командного состава — 2; рядового состава — 5.

## Эксплуатация и боевое применение
К 19 марта 1916 года в Петрограде 18 дозорных катеров, доставленных из Америки. Два из них (№ 1 и № 16) оставили в Петрограде при запасном моторно-понтонном батальоне для подготовки специалистов.
26 мая — 11 июня 1916 года 12 дозорных катеров отправили в Мозырь для усиления флотилии Отдельной морской бригады особого назначения.
Взвод дозорных катеров (№ 8, № 9, № 10, № 11) 26 мая 1916 года убыл в 5-ю армию и 29 мая прибыл в Двинск. Здесь вооружение катеров усилили вторым 7,62-мм пулеметом Виккерса.
К ноябрю 1917 года катера 5-й армии (№ 9, № 10 и № 11) перевезли в Псков, где в феврале 1918 года их захватили немцы. По некоторым сведениям два катера вошли в немецкую судоходную группу, а затем — в Чудский дивизион кораблей ВМС Эстонии как вспомогательные суда «Кыу» и «Мару».
В начале 1918 года 6 дозорных катеров ГВТУ использовались немцами на Днепре как сторожевые. В ноябре 1918 года, отступая, немцы бросили их в Киеве и они достались петлюровцам. 5 февраля 1919 года в Киев вступила Красная армия, и эти катера включены в советские речные силы как трофейные немецкие.
После того как Советская власть утвердилась на Украине, одной из первых её задач стало обеспечение перевозок по Днепру и защита водных путей от банд по берегам рек. Только с помощью боевых кораблей можно было ввести Верхнеднепровский торговый флот из 159 пароходов и около 700 несамоходных судов. В феврале 1919 года создана Днепровская флотилия. В Киеве находилось четыре дозорных бронекатера — они должны были составить первую бригаду. Пятый обнаружили в Черкассах. 16 марта 1919 года начался ремонт пяти катеров, прономерованных с 1 по 5. Их назвали «Ленин», «Шевченко», «Украинец», «Коммунист» и «Карл Маркс».
В начале апреля 1920 года дозорный бронекатер № 4 пошел с отрядом канонерских лодок на реку Березину для помощи 16-му отряду Красной армии. Вскоре туда направили и другие дозорные катера. Летом 1920 года дозорный катер № 1 затонул.
В январе 1921 года дозорные бронекатера Днепровской флотилии № 2, № 3 и № 4 перевели в класс сторожевых катеров, назвав СКА № 2, СКА № 3 и СКА № 4. С 25 мая 1921 по 27 июня 1922 года катера входили в состав Усть-Днепровской флотилии, после расформирования которой находились в Николаевском порту. 3 апреля 1925 года дозорные катера СКА № 2, СКА № 3 и СКА № 4 перечислили в Отдельный отряд судов Западной Двины. Их вернули в класс бронекатеров и назвали БКА № 2, БКА № 3 и БКА № 4. С осени 1925 до января 1928 года бронекатера входили в Отдельный дивизион бронекатеров Западной Двины и базировались в Витебске.
В 1920-х годах кормовой пулемет заменили 37-мм пушкой Гочкиса на тумбе без щита. Пушка приспособлена для зенитной стрельбы. Максимальный угол возвышения +70°. Длина ствола 20 калибров. Вес снаряда около 0,5 кг. В боекомплекте осколочные гранаты слабого действия и картечь Розенберга. Табличная дальность стрельбы 2000 м. Скорострельность до 15 выстрелов в минуту. Боекомплект — 200 выстрелов..
Для укрепления западных границ Реввоенсовет СССР приказал 1 октября 1925 года начать формирование Отряда судов реки Днепр.
В начале 1928 года дозорные бронекатера № 2, № 3 и № 4 перевезли по железной дороге из Витебска на Днепр, где они названы Д-2, Д-3 и Д-4. Катер № 1, затонувший в Гомеле, подняли и зимой 1927-28 годов отремонтировали в Киевских мастерских Водопути, после этого он вошел в Отдельный отряд судов реки Днепр с названием Д-1. Бронекатера два раза переименовывали: с 21 марта 1934 года — БК-1, БК-2, БК-3 и БК-4, с 3 апреля 1939 года — № 132, № 133, № 134 и № 135.
В начале ноября 1938 года на дозорных бронекатерах испытывался 40,8-мм автоматический гранатомет системы Таубина. Гранатомет работал безотказно при удовлетворительной меткости. Гранатомет могли использовать и для вооружения кораблей и катеров, но на вооружение не приняли.
Перед Великой Отечественной войной на 4 оставшихся катерах 37-мм пушка Гочкиса заменена на 12,7-мм пулемёт ДШК.
В июне 1940 года Днепровскую флотилию расформировали и дозорные бронекатера № 132 (до 3 февраля 1939 года БК-1), № 133 (до 3 февраля 1939 года БК-2), № 134 (до 3 февраля 1939 года БК-3) и № 135 (до 3 февраля 1939 года БК-4) вошли в Пинскую флотилию.
17 июля 1940 года уже 5 бронекатеров типа Д находятся в Пинской военной флотилии. В начале Великой Отечественной войны эти катера имели вооружение: 1 12,7-мм ДШК открыто на корме, 1 7,62-мм пулемёт «Максим» во вращающейся башне, 1 7,62-мм ручной пулемет ДП переносной. Экипаж был из 7 человек, из них 1 радист. На 22 июня 1941 года командирами катеров были: № 201 — лейтенант Петров Ф. П., № 202 — младший лейтенант Ураков Я. С., № 203 — младший лейтенант Снетков А. Н., № 204 — техник-интендат 2-го ранга Строганов А. С., № 205 — младший лейтенант Стужко С. Ф.
К началу Великой Отечественной войны в Пинскую флотилию входило 15 бронекатеров, 10 из бывшей польской флотилии и 5 бывших дозорных бронекатера, названных типа Д.
С началом боевых действий 3 катера № 202, 204, 205 выполняли боевые задачи на реке Березина, а № 201, 203 — на реке Припять. Основной тип задач — разведка. 26 июля возле села Паричи на Березине погиб бронекатер № 205. № 201 затонул на Припяти 24 августа от столкновения с монитором «Бобруйск». В ночь на 31 августа во время прорыва из Припяти в Киев мимо немецкого плацдарма у села Окунинова, № 204 погиб от огня немецкой артиллерии. А катера № 202 и 203 дошли в Киев и уничтожены экипажами 18 сентября 1941 года после отхода советских войск из Киева.